# Nu Draconis
Désignations

ν1 Dra : 24 Dra, BD+55°1944, FK5 655, HD 159541, HIP 85819, HR 6554, SAO 30447
Nu Draconis (ν Dra, ν Draconis), également nommée Kuma, est une étoile double physique de la constellation du Dragon. Les deux composantes sont désignées respectivement ν1 Draconis et ν2 Draconis. La seconde composante est elle-même une étoile binaire spectroscopique, faisant de Nu Draconis un système triple.
Cette étoile, avec β Dra (Rastaban), γ Dra (Eltanin), μ Dra (Erakis) et ξ Dra (Grumium) formaient l'astérisme Al ʽAwāïd des Arabes, « les chamelles », qui furent appelées ultérieurement les Quinque Dromedarii en latin.
En chinois, 天棓 (Tiān Bàng), signifiant le fléau céleste, fait référence à un astérisme constitué de ν Draconis, ξ Draconis, β Draconis, γ Draconis et ι Herculis. Par conséquent, ν Draconis elle-même est appelée 天棓二 (Tiān Bàng èr, la deuxième étoile du fléau céleste).